# 로맹 롤랑
로맹 롤랑(Romain Rolland, 1866년 1월 29일 ~ 1944년 12월 30일)은 프랑스의 문학가이자 사상가이다.
1889년 파리 고등사범학교를 졸업한 후, 로마로 가서 유학하였다. 소르본 대학에서 음악사를 가르쳤다. 루쉰의 소설 《아큐정전》을 좋아했다. 고등사범학교 시절 철학자 스피노자와 문학과 톨스토이의 글에 심취했으며, 음악에 대한 열정을 키워 나갔다.
20세기 프랑스 문학계에서 위대한 작가 중 한 사람이다. 로맹 롤랑의 삶과 글은 당대의 사회와 정치 및 정신 세계에서 일어난 주요 사건들과 깊은 영향을 주고 받았다. 구체적으로 프랑스 군부의 반유대주의를 폭로한 드레퓌스 사건, 파시즘에 대한 투쟁, 세계대전에 맞선 평화에의 추구 등과 같은 관련을 맺고 있다. 가장 중요한 작품은 《장 크리스토프》이다. 이 작품은 인간성을 존중하고 진리에 호소하는 내용을 감수성이 풍부한 문체에 담았는데, 주인공 장 크리스토프는 베토벤을 모델로 삼은 것으로 여겨진다. 이 외에도 《매혹된 영혼》, 《미켈란젤로의 인생》 등의 작품이 있다.
인간을 깊이 사랑하였으며, 생활과 사상에서 절대적인 자유를 주장한 이상주의자이다. 스스로 국제 적십자사의 포로 수용소에서 일하기도 하였다. 1915년 노벨 문학상을 받았다. 제2차 세계대전 중에는 반전 운동의 선두에 나서는 등, 항상 세계의 평화를 위해 일하였다. 정신적인 자서전 《내면의 여로》를 집필하다가, 1944년 파리 해방을 앞두고 죽었다.

## 저서
- 《베토벤의 생애》(임희근 역, 포노, 2020)
- 《헨델》(임희근 역, 포노, 2019)

## 같이 보기
- 《장 크리스토프》

## 참고 문헌
- 이 문서에는 다음커뮤니케이션(현 카카오)에서 GFDL 또는 CC-SA 라이선스로 배포한 글로벌 세계대백과사전의 내용을 기초로 작성된 글이 포함되어 있습니다.